# Helmstedter Straße 9 (Magdeburg)

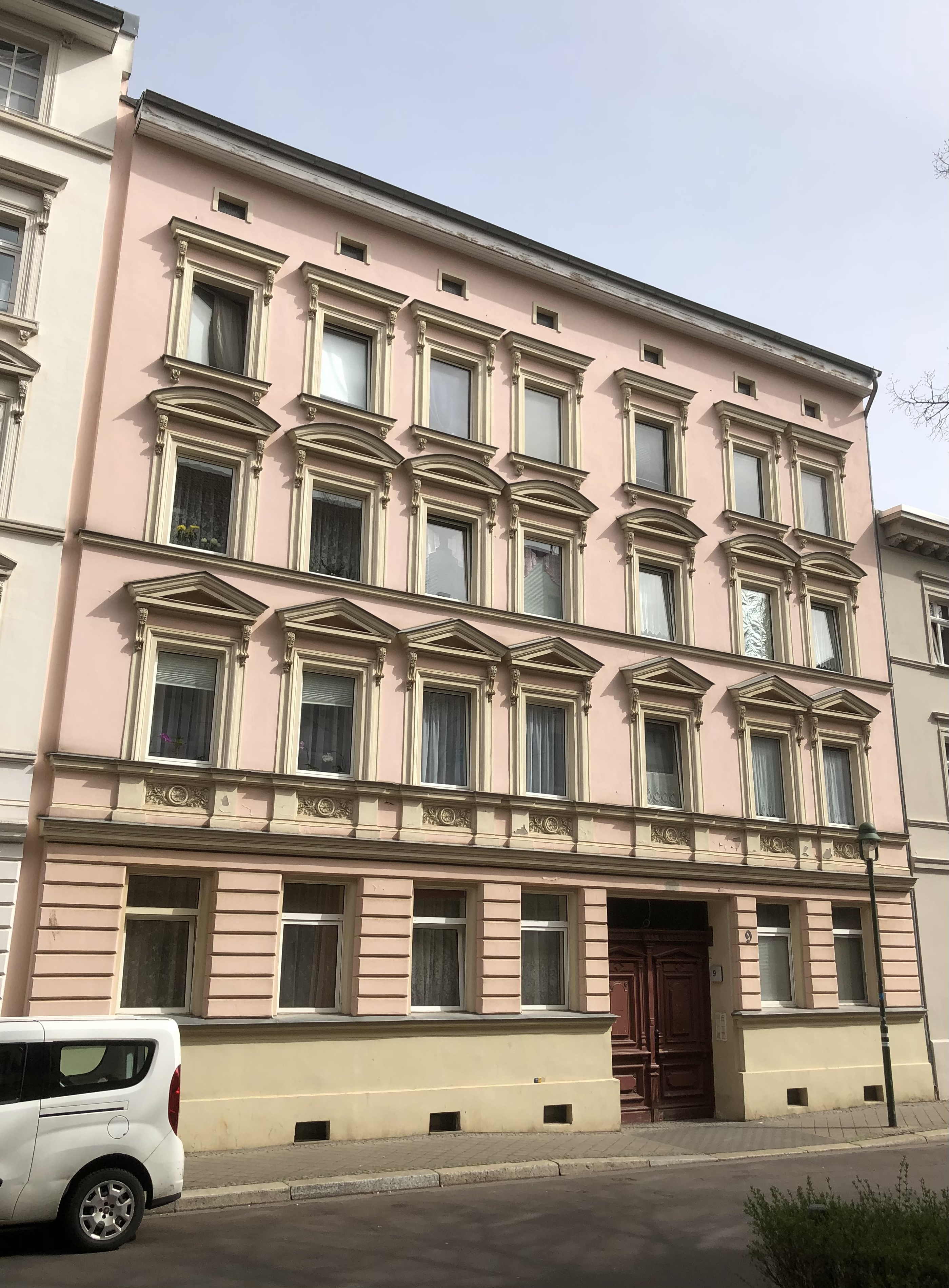
Haus Helmstedter Straße 9 im Jahr 2022

Helmstedter Straße 9 ist ein denkmalgeschütztes Wohnhaus im Magdeburger Stadtteil Sudenburg in Sachsen-Anhalt.

## Lage
Das Gebäude befindet sich auf der Ostseite der Helmstedter Straße und gehört auch zum Denkmalbereich Helmstedter Straße 5–13, 53–55, 57–61. Südlich grenzt das gleichfalls denkmalgeschützte Haus Helmstedter Straße 8, nördlich das achsengespiegelte Haus Nummer 10 an.

## Architektur und Geschichte
Der viergeschossige verputzte Bau wurde ungefähr in der Zeit 1870/1880 errichtet und ist im Stil der Neorenaissance gestaltet. Die siebenachsige Fassade ist im Erdgeschoss rustiziert. In der Beletage im ersten Obergeschoss sind die Fensteröffnungen als Dreiecksgiebel, im zweiten Obergeschoss als Segmentbögen ausgeführt. Die Brüstungsfelder der Beletage sind mit Stuckverzierungen in ornamentalen Formen verziert. Das Gebäude verfügt über ein Mezzaningeschoss. Die Traufe war ursprünglich mit Konsolsteinen verziert.
Im örtlichen Denkmalverzeichnis ist das Wohnhaus unter der Erfassungsnummer 094 82045 als Baudenkmal verzeichnet.
Das Gebäude gilt als Bestandteil der gründerzeitlichen Straßenbebauung als städtebaulich und stadtgeschichtlich bedeutend.